# Milka Maneva
Milka Maneva, née le 7 juin 1985 est une haltérophile bulgare.

## Palmarès

### Jeux olympiques
- 2012 à Londres
  - Médaille d'argent

### Championnats d'Europe
- 2013 à Tirana
  -  Médaille d'or en moins de 63 kg.